# HD 106906
HD 106906 è una stella binaria, costituita da una coppia di stelle di classe F con massa combinata di 2,7 volte quella del Sole (1,5 M⊙ la componente A), situata nella costellazione della Croce del Sud a 337 anni luce di distanza dal sistema solare.

## Sistema planetario
Nel 2005 il sistema venne osservato dai telescopi Magellano, per via del suo vasto e irregolare disco circumstellare che lo circonda, che si estende a una distanza dalle stelle da 20 au fino a 120 au in una direzione, e fino a 550 au in quella opposta. Nel 2013, con lo stesso telescopio tramite l'indagine osservativa MPSP e utilizzando i dati del telescopio spaziale Hubble degli otto precedenti anni di osservazione, è stato scoperto un pianeta di massa pari a 11 volte quella di Giove e con un'orbita molto disallineata ed eccentrica, arrivando a un semiasse maggiore di 850 au e impiegando 15000 anni per una rivoluzione, anche se il margine d'errore sul periodo orbitale è piuttosto ampio.
È la prima volta che gli astronomi sono stati in grado di misurare il movimento di un pianeta talmente lontano dalle proprie stelle e dal disco di detriti, simile alla fascia di Kuiper, questo grazie ai dati del telescopio spaziale Hubble. Per spiegare questa notevole orbita si è ipotizzato che il pianeta si trovasse originariamente a circa 3 au dalle sue stelle, ma il trascinamento del disco di gas del sistema lo ha fatto avvicinare alla coppia, che lo ha proiettato nella posizione attuale. In seguito una stella di passaggio potrebbe averne stabilizzato l’orbita, evitando che il pianeta lasciasse il sistema. Le stelle di passaggio "candidate" sono state identificate nel 2019 dal satellite Gaia. Nel 2015 sono state dichiarate delle prove circostanziali della migrazione del pianeta, poiché il disco di detriti si mostra asimmetrico, facendo pensare che venga deformato ad ogni passaggio del pianeta. Questi dati vengono ricollegati all’ipotetico pianeta Nove del sistema solare per lo scenario molto simile.
| Pianeta | Tipo            | Massa   | Periodo orb.           | Sem. maggiore   | Eccentricità    | Incl. orbita | Scoperta |
| ------- | --------------- | ------- | ---------------------- | --------------- | --------------- | ------------ | -------- |
| (AB)b   | Gigante gassoso | 11±2 MJ | 15000+17000 −6400 anni | 850+560 −260 au | 0,44+0,28 −0,31 | 56°+12° −21° | 2013     |